# Course en ligne de l'Open de Suède Vårgårda 2015
La 10e édition de la course en ligne de l'Open de Suède Vårgårda a eu lieu le 23 août 2015. Il s'agit de l'avant-dernière manche de la Coupe du monde de cyclisme sur route féminine.

## Parcours
Pour la première fois, un parcours routier, en boucle, est ajouté au circuit urbain traditionnel. Il comporte un secteur de terre en son milieu. Pensé pour durcir la course, son influence sur la physionomie de la course est débattu. Il y a certes plus de dénivelé mais l'épreuve est moins nerveuse. Giorgia Bronzini fait remarquer qu'il est inhabituel pour cette course de se conclure par un sprint. Le circuit urbain utilise des routes étroites et comporte une côte courte mais raide. Les années précédentes, il avait mené à l'explosion du peloton en petits groupes. 

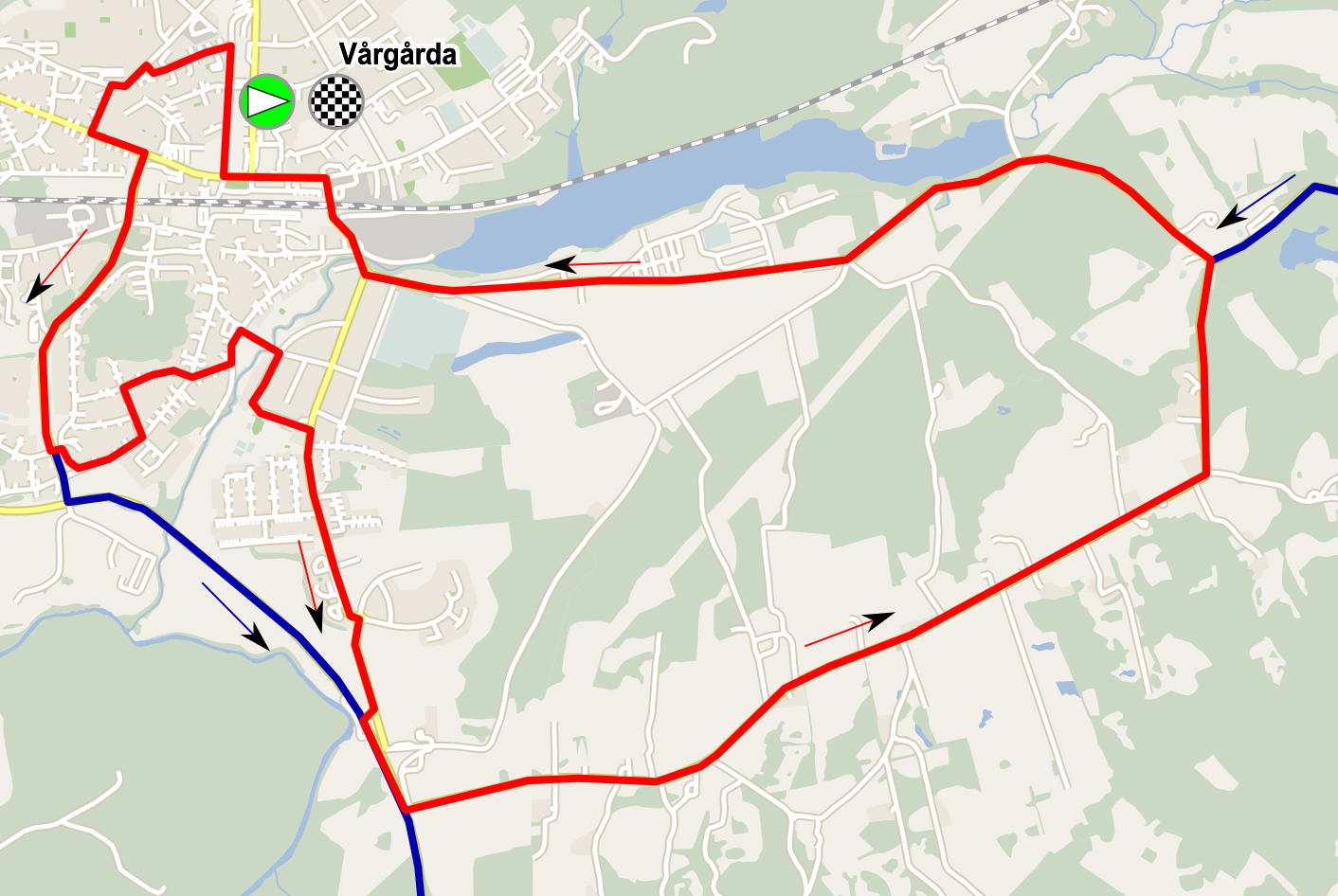
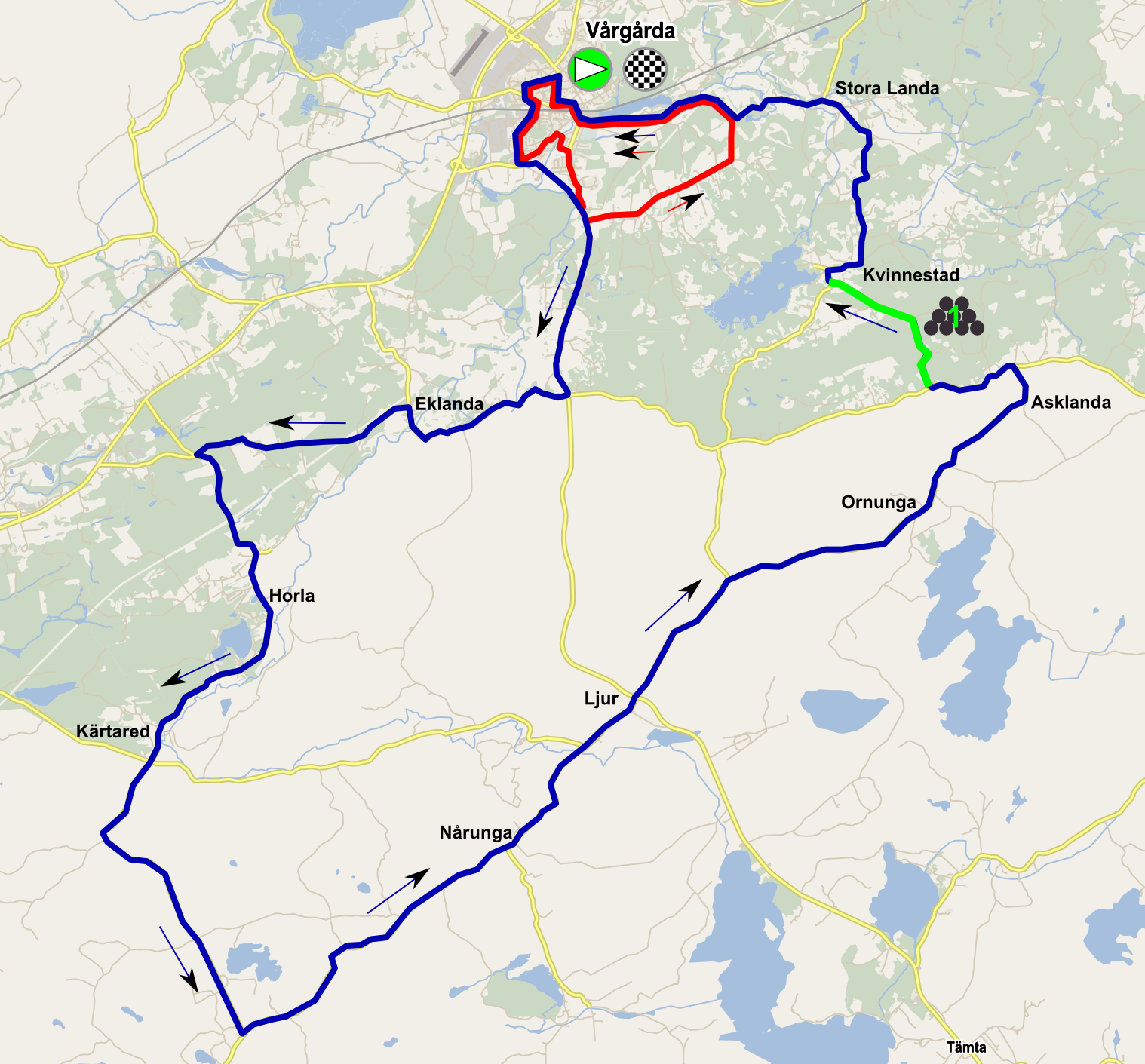

- - Circuit court, 11 km, parcouru sept fois au total.
  - Circuit long, 56,5 km, parcouru une fois.
- - Circuit court, 11 km, parcouru sept fois au total.
  - Circuit long, 56,5 km, parcouru une fois.

## Récit de la course
Elena Berlato part seule en début de course. Elle reprise dans le secteur de terre à mi-course. De nombreuses attaques émaillent la course : Trixi Worrack ou Ashleigh Moolman tentent ainsi leurs chances. Dans la dernière ascension de la côte, un groupe de vingt-cinq coureuses se détache. Les équipes Boels Dolmans et Rabo Liv Women attaquent souvent mais le groupe reste compact. L'épreuve se conclut au sprint. Jolien D'Hoore est la plus rapide. Elle est suivie par sa coéquipière Giorgia Bronzini et Lisa Brennauer. Jolien D'Hoore devient leader de la Coupe du monde à sa propre surprise,.

## Classements

### Classement final
| \| Classement général \| Classement général \| Classement général \| Classement général \| Classement général \| \| Coureuse \| Coureuse \| Pays \| Équipe \| Temps \| \| ------------------ \| -------------------- \| ------------------ \| ------------------ \| ------------------ \| \| 1re \| Jolien D'Hoore \| Belgique \| Wiggle Honda \| 3 h 19 min 23 s \| \| 2e \| Giorgia Bronzini \| Italie \| Wiggle Honda \| + 0 s \| \| 3e \| Lisa Brennauer \| Allemagne \| Velocio-SRAM \| + 0 s \| \| 4e \| Lucinda Brand \| Pays-Bas \| Rabo Liv Women \| + 1 s \| \| 5e \| Anna van der Breggen \| Pays-Bas \| Rabo Liv Women \| + 1 s \| \| 6e \| Amy Pieters \| Pays-Bas \| Liv-Plantur \| + 1 s \| \| 7e \| Tiffany Cromwell \| Australie \| Velocio-SRAM \| + 3 s \| \| 8e \| Emma Johansson \| Suède \| Orica-AIS \| + 3 s \| \| 9e \| Shelley Olds \| États-Unis \| Alé Cipollini \| + 6 s \| \| 10e \| Lauren Kitchen \| Australie \| Hitec Products \| + 6 s \| |                      |            |                |                 |
| |                      |            |                |                 |
| Sources : ProCyclingStats Cycling Quotient |                      |            |                |                 |
| Classement général |                      |            |                |                 |
| Coureuse | Coureuse             | Pays       | Équipe         | Temps           |
| 1re | Jolien D'Hoore       | Belgique   | Wiggle Honda   | 3 h 19 min 23 s |
| 2e | Giorgia Bronzini     | Italie     | Wiggle Honda   | + 0 s           |
| 3e | Lisa Brennauer       | Allemagne  | Velocio-SRAM   | + 0 s           |
| 4e | Lucinda Brand        | Pays-Bas   | Rabo Liv Women | + 1 s           |
| 5e | Anna van der Breggen | Pays-Bas   | Rabo Liv Women | + 1 s           |
| 6e | Amy Pieters          | Pays-Bas   | Liv-Plantur    | + 1 s           |
| 7e | Tiffany Cromwell     | Australie  | Velocio-SRAM   | + 3 s           |
| 8e | Emma Johansson       | Suède      | Orica-AIS      | + 3 s           |
| 9e | Shelley Olds         | États-Unis | Alé Cipollini  | + 6 s           |
| 10e | Lauren Kitchen       | Australie  | Hitec Products | + 6 s           |